# Beyond Blunderdome
Beyond Blunderdome var säsongspremiären från säsong 11 av Simpsons och sändes på Fox i USA den 26 september 1999. I avsnittet hjälper Homer Simpson, Mel Gibson då han gör en remake av Mr Smith i Washington. Detta efter att Homer var den enda som var negativ efter en förhandsvisning av filmen som han och Marge kollade på. Förhandsvisningen besöktes av Gibson som försökte göra det i hemlighet men han blev upptäckt av besökarna. Filmen skrevs av showrunnern Mike Scully och regisserades av Steven Dean Moore. Avsnittet innehåller flera filmreferenser. Gibson gästskådespelar som sig själv, Jack Burns som producenten Edward Christian och Marcia Wallace som Edna Krabappel.

## Handling
Homer provkör med sin familj en ny elbil bara för att få en gratis present. Homer råkar förstöra bilen under provkörningen men får presenten ändå eftersom bilförsäljaren upptäckte att bilen var trasig först efter Homer stuckit. På kvällen då Homer och Marge ligger i sängen öppnar de presenten de fick som innehåller biobiljetter till en förhandsvisning av Mel Gibsons remake av Mr Smith i Washington. Marge och Homer går på förhandsvisningen som Gibson själv besöker i hemlighet men han blir upptäckt av publiken som börjar idolisera honom. Efter filmvisningen får besökarna fylla i ett formulär vad de tyckte om filmen, när Gibson läser dem förstår han att alla överdriver hur bra den var eftersom de träffade honom på visningen och upptäcker han att bara en var negativ, Homer och han bestämmer sig för att besöka honom.
Gibson tar med Homer och hans familj till Hollywood. Homer börjar hjälpa Gibson med att ändra filmen medan resten av familjen tittar runt i Hollywood. Gibson gillar dock inte Homers idéer och tänker skicka hem honom precis då Homer berättar att slutscen var den sämsta biten och Gibson går med på att göra om den. Efter det nya slutet är inspelat med Homers hjälp visar Gibson och Homer upp den för producenterna som inte gillar den och tänker förstöra det nya slutet men Homer och Gibson snor filmrullen och flyr från producenterna genom gatorna i Hollywood.  Homer och Gibson kommer till ett bilmuseum samtidigt som resten av Homers familj är där och tillsammans snor bilen The Road Warrior medan de flyr från producenterna tröttnar Homer på biljakten efter en stund och bestämmer sig att som i  Braveheart tillsammans med Gibson visa rumpan mot producenterna tills de flyr i rädsla men de misslyckas och blir påkörda av producenterna. Filmen har premiär ändå med det nya slutet, publiken gillar dock inte filmen. Homer beklagar för Gibson att det inte gick bra för filmen men han har nya idéer som han framför till Gibson som flyr från Homer och kastar ut honom ur hans limousin.

## Produktion och teman
"Beyond Blunderdome" skrevs av Mike Scully och regisserades av Steven Dean Moore, och var det första avsnittet som Scully skrev efter att han blev showrunner. Efter utkastet var klart gjordes inte så många ändringar. Filmen i avsnittet som Gibson gör är en remake av är Mr Smith i Washington. I boken The Simpsons in the Classroom: Embiggening the Learning Experience with the Wisdom of Springfield analyserade Karma Waltonen och Denise Du Vernay avsnittet och kom fram till att det skämtar om förhandsvisningarna, våld i filmer och biljakter. Idén till det annorlunda slutet i Mr Smith i Washington kom från Tom Gammill.. Att Mr Smith kastar iväg sin Sentorbricka är det en referens till Dirty Harry. Idén med elbilen kom från Kevin Nealon som fick idén efter att David Mirkin hade en elbil. I avsnittet medverkar Mel Gibson som sig själv. Scully hade träffat Gibson första gången då han med sin fru Julie Thacker skrev skämt för en skolinsamling och Gibson och Daniel Stern var värdar för insamlingen.  Scully fick då reda på att Gibson gillade serien och såg den ibland med sina barn. Gibson accepterade inbjudan och kom tre gånger till inspelningsstudion. Unlike most guest voices, Gibson recorded the show along with the cast.
I manuset går Gibson iväg och tänker kissa bakom en container, något han gör ibland i verkligheten eftersom han inte vill träffa på fans. Under inspelningen frågade Gibson hur de fick reda på det men det visade sig att författarna inte visste om det utan skrev det som ett påhitt. I avsnittet när Gibson säger under jakten att han börjar bli för gammal är det en referens till vad Danny Glovers rollfigur Roger Murtaugh säger till Gibsons rollfigur Martin Riggs i Dödligt vapen. En poster från Braveheart finns i redigeringsrummet och bilen Road Warrior är från Mad Max 2. John Travolta medverkar i avsnittet som Gibsons pilot, hans röst görs av Harry Shearer. Jack Burns gästskådespelar också i avsnittet som producenten Edward Christian. Fler av hans repliker är referens till Burns och Avery Schreiber. Marcia Wallace gör också rösten som Edna Krabappel. I avsnittet spelar Rainier Wolfcastle in filmen Saving Irene Ryan, vilket är referens till Rädda menige Ryan och Irene Ryan. När Homer säger till Gibson att han var med honom redan då han hälsade är det en referens till Jerry Maguire. Flygplatsen i avsnittet är "George Kennedy Airport", som är en referens till George Kennedy och Airport – flygplatsen. De övriga bilarna i museet är Batmobile, General Lee, Herbie och  Monkeemobile, Munster Koach och Familjen Flinta-bilen. I Batmobilen sitter Batman och Robin som är de enda levande personerna i bilarna medan de andra i bilarna är dockor.

## Mottagande
Avsnittet sändes på Fox den 26 september 1999 och var det första avsnittet från säsong elva. Avsnittet hamnade på plats 48 över mest sedda program under veckan med en Nielsen ratings på 8.0 vilket ger 8,1 miljoner hushåll och det mest sedda programmet på Fox under veckan. Filmen finns med på DVD-utgåvan The Simpsons Film Festival. Från början skulle slutet handla om att Apu ville köpa filmrättigheterna för Indien där den skulle bli en succé till Homer och Gibsons glädje.
I boken The Times-Picayune har Mark Lorando skrivit att avsnittet inte ger skratt hela tiden, den innehåller flera referenser och har några bra ögonblick. DVD Movie Guides Colin Jacobson har beskrivit avsnittet som att Gibson gör att bra jobb och det är underhållande att se Homers dåliga idéer. Avsnittet kan inte kallas för en klassiker men den duger ändå. I en artikel på Salon från 2000 beskrev avsnittet som det största avsnittet med Scully där man ser Homer som inte bara dum utan äcklig och semi-sociopatisk och nämner bland annat scenen då Homer visar Gibson Marges vigeselringen som bevis att han äger henne när han tror att han tänker sno Marge. Simon Crerar på The Times placerade Gibson medverkade som den 33:e bästa gästskådespelaren i serien. I Total Film rankade Nathan Ditum Gibson som den sjunde bästa i seriens historia.